# Bibliothek des Dorfes Heshun

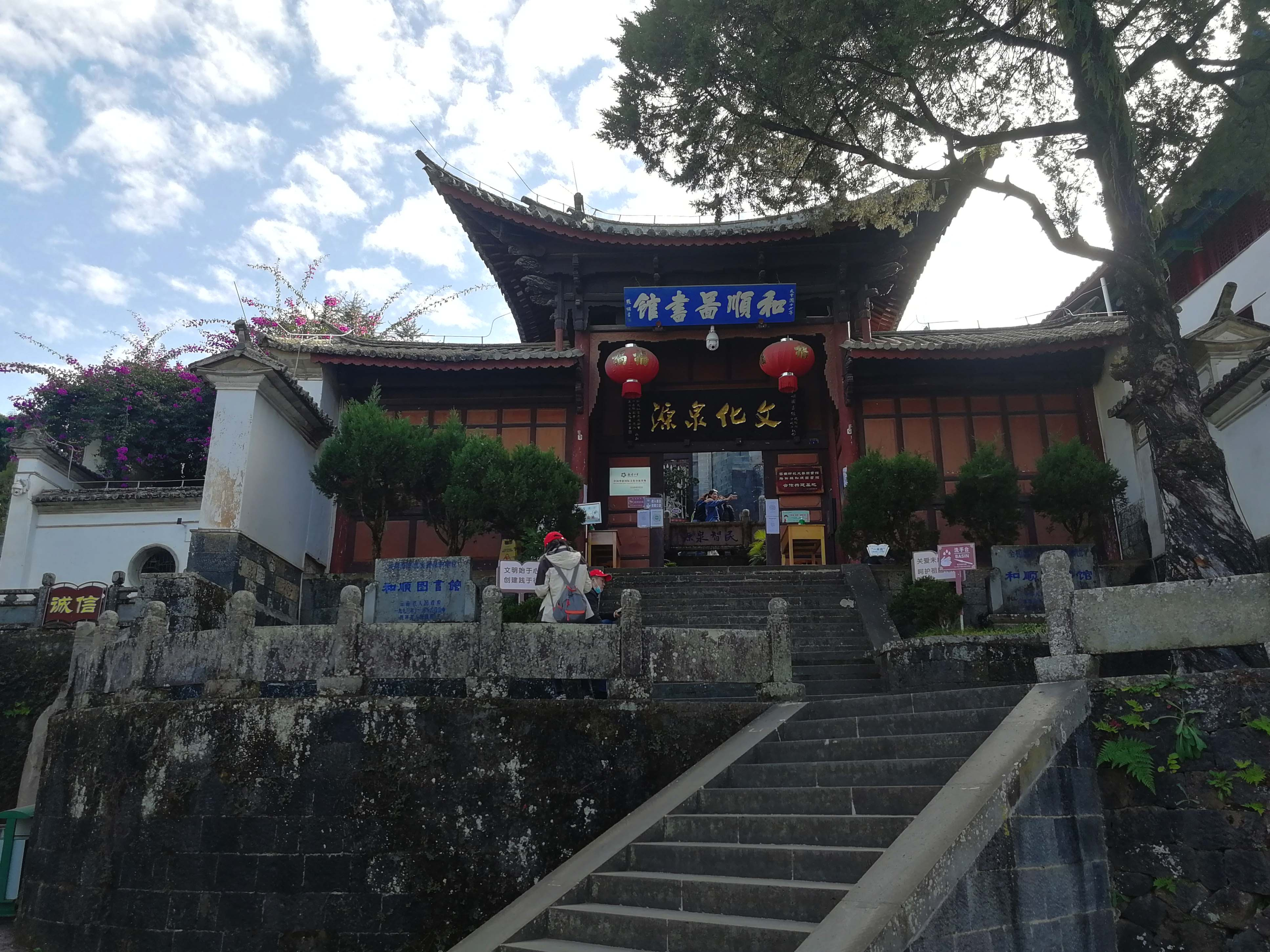
Bibliothek des Dorfes Heshun (2021)

Die Bibliothek des Dorfes Heshun (chinesisch 和顺图书馆, Pinyin Héshùn túshūguǎn) bzw. der Großgemeinde Heshun (和顺镇) der Stadt Tengchong der chinesischen Provinz Yunnan wurde 1924 im Stil der traditionellen chinesischen Architektur mit Geldern von aus Tongchong stammenden Überseechinesen erbaut. Sie beherbergt über 60.000 Bände. Es ist die größte Gemeindebibliothek Chinas.
Die Stätte (Heshun tushuguan jiuzhi) steht seit 2006 auf der Liste der Denkmäler der Volksrepublik China (6-1060).